# オルジェンカズミ
オルジェン カズミ（Oeltjen Kazumi、1996年10月9日 - ）は、アメリカ合衆国・アーバイン出身のラグビー選手。

## プロフィール
- ポジションはフランカー(FL)。
- 身長 186cm、体重 104kg
- アメリカ人と日本人のハーフ[1]。
- 日本では小宮カズミと名乗っている[2]。

## 略歴
中学2年生からラグビーを始めた。
2015年、目黒学院高校卒業後、明治大学に入る。
2019年、明治大学卒業後、リコーブラックラムズ(現・リコーブラックラムズ東京)に加入。
2021年、リコーブラックラムズ東京を退団した。